# Walter Ufer
Walter Ufer (22 de julio de 1876 - 2 de agosto de 1936) fue un artista estadounidense nacido en Taos, Nuevo México. Su trabajo más notable se centra en escenas de la vida de los nativos americanos, en particular de los indios pueblo.
Ufer era hijo de inmigrantes alemanes y se crio en Kentucky. Después de aprender a trabajar como litógrafo, marchó a Europa. Como muchos de sus compañeros artistas vinculados a la comunidad germano-estadounidense de Indianápolis, se fue a Alemania para estudiar; se formó en Hamburgo y Dresde. A su regreso a Estados Unidos, trabajó como impresor en Chicago y como profesor, y aprovechó para estudiar bellas artes. Después de su estancia en Chicago, regresó a Alemania, a Múnich, en 1911 e inició su trabajo como artista plástico montando un estudio en la ciudad. Tres años después, al comenzar la Primera Guerra Mundial, volvió a su ciudad natal, convirtiéndose en uno de los miembros del llamado Taos Ten, un grupo local de artistas integrado en Taos Society of Artists. Sus pinturas de Nuevo México se caracterizan por escenas costumbristas de la vida del nativo americano y paisajes ejecutados con singular brillo y colorido.
En la década de 1920, su obra obtuvo gran éxito de crítica y público. Realizó distintas exposiciones y se convirtió en académico de la Academia Nacional de Dibujo. Distintos museos compraron y conservan su obra, entre los que destacan el Instituto de Arte de Chicago, el Museo de Bellas Artes de Houston , el Museo de arte de Nuevo México, y el de Indianápolis.